# Callichroma auricomum
Callichroma auricomum é uma espécie de coleóptero da tribo Callichromatini (Cerambycinae); com distribuição no norte da América do Sul.